# Republic (Schiff, 1903)
Die RMS Republic (II) war ein 1903 in Dienst gestelltes und als Royal Mail Ship eingestuftes Passagierschiff der britischen Reederei White Star Line.
Am frühen Morgen des 23. Januar 1909 kollidierte die Republic südlich der Insel Nantucket in dichtem Nebel mit dem italienischen Passagierschiff Florida. Während sich die Florida über Wasser halten konnte, sank die Republic am Abend des folgenden Tages. Bis auf die insgesamt sechs direkt bei der Kollision getöteten Personen konnten über 1.500 Menschen von beiden Schiffen in Sicherheit gebracht werden. Bis heute zählt dieser Personentransfer zu den größten Rettungsaktionen, die je auf offener See stattgefunden haben.
Dennoch sorgte der Untergang der Republic für heftige Reaktionen, da sie das bis dahin größte verunglückte britische Dampfschiff war. Im Zusammenhang mit dem Unfall wurde zum ersten Mal bei einem Schiffsunglück mittels der neuen Kommunikationstechnologie des Seefunks per Funken-Telegraphie ein „FT-Notruf“ abgesetzt und damit Hilfe angefordert.
Der Untergang der Andrea Doria 1956 zeigte Parallelen bezüglich Ort und Umständen der Kollision.

## Das Schiff
Das 15.358 BRT große Dampfschiff wurde auf der Belfaster Schiffswerft Harland & Wolff für die britische Dampfschifffahrtsgesellschaft Dominion Line gebaut, die dem amerikanischen Konzern International Mercantile Marine Company (IMMC) angehörte. Vor dem Stapellauf am 26. Februar 1903 wurde das Schiff auf den Namen Columbus getauft. Nach ihrer Fertigstellung am 12. September 1903 lief die Columbus am 1. Oktober 1903 auf der Route Liverpool–Boston–Queenstown zu ihrer Jungfernfahrt aus.
Die Holztäfelung des mit einer gläsernen Kuppel gekrönten Speisesaals der Ersten Klasse, der 200 Personen aufnehmen konnte, war mit Ornamenten geschmückt. Daneben gab es einen Rauchsalon, eine Bibliothek und eine an das Promenadendeck angrenzende Lounge. In den Kabinen und Aufenthaltsräumen wurden sehr teure Materialien verwendet.
Nach nur zwei Fahrten für die Dominion Line kaufte die ebenfalls der IMMC gehörenden britische Reederei White Star Line die Columbus. Nach der Umbenennung in Republic setzte White Star das Schiff zunächst für die Strecke Liverpool–Boston ein, auf der es am 17. Dezember 1903 seine erste Fahrt absolvierte. Ab Januar 1904 wurde die Republic auch im Mittelmeerdienst eingesetzt, wobei Neapel und Genua die Zielhäfen waren. Sie fuhr oft wohlhabende US-Amerikaner nach Europa, die im mediterranen Klima Urlaub machen wollten, während auf den Westpassagen in die USA zum großen Teil süd- und osteuropäische Auswanderer an Bord waren.
Von Oktober 1904 bis zu ihrem Untergang bediente sie abwechselnd zwei Routen: Im Frühling und Sommer dampfte sie von Liverpool nach Boston und im Herbst und Winter fuhr sie von New York ins Mittelmeer. Knapp zwei Jahre vor ihrem Untergang war die Republic bereits in eine Kollision mit einem anderen Schiff verwickelt, als sie am 16. Februar 1907 im Hafen von Neapel mit dem italienischen Dampfer Centro America zusammenstieß. Niemand wurde verletzt, aber beide Schiffe wurden beschädigt.

## Die letzte Fahrt

### Beginn der Reise

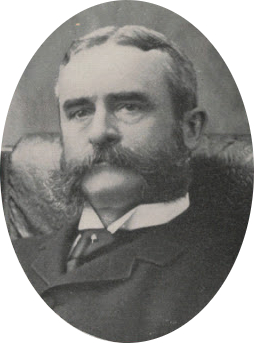
Brayton Ives, Präsident des New York Stock Exchange, war Passagier der Ersten Klasse.

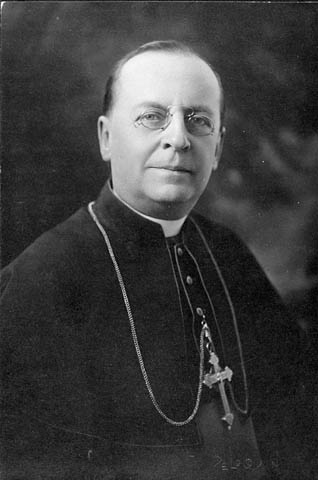
Paul Bruchési, der Erzbischof von Montréal, war ebenfalls unter den Reisenden der Ersten Klasse.

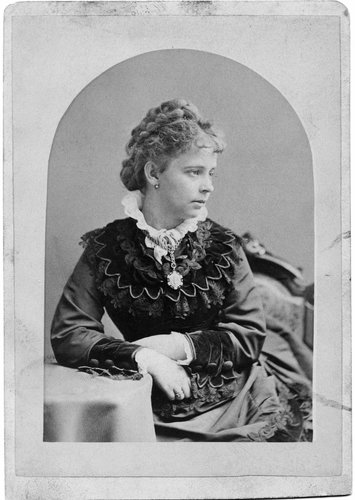
Alice Morse Earle. Die 57-jährgie Historikerin und Autorin stürzte beim Transfer ins Wasser. Sie erholte sich nie von den Folgen des Schocks und der Hypothermie und starb zwei Jahre später.

Die Republic legte am Freitag, dem 22. Januar 1909 um 15:00 Uhr in New York City von Pier 48 der White Star Line zu einer regulären Atlantiküberquerung nach Neapel via Madeira ab. Ihre letzte Fahrt ostwärts hatte sie am 13. Januar beendet. An Bord befanden sich 742 Personen: 250 Passagiere der Ersten Klasse, 211 Passagiere der Dritten Klasse und 281 Besatzungsmitglieder. Die Zweite Klasse war auf dieser Fahrt nicht belegt. Das Schiff befand sich unter dem Kommando des 46-jährigen Kapitäns William Inman Sealby, der seit 13 Jahren Schiffsführer war. Der Zahlmeister war der 37-jährige Reginald L. Barker, der drei Jahre später stellvertretender Zahlmeister auf der Titanic wurde und bei ihrem Untergang ums Leben kam.
Zur Fracht gehörten fünf Tonnen American-Gold-Eagle-Goldmünzen im damaligen Wert von drei Millionen US-Dollar ($), Gold- und Silberbarren, Soldbücher der Royal Navy sowie eine große Anzahl von Schriftstücken von John Pierpont Morgan.
Unter den Passagieren dieser Fahrt befanden sich unter anderem:
- Paul Bruchési, Erzbischof von Montréal
- James Ross Mellon, prominenter Bankier und Philanthrop; Bruder von Andrew W. Mellon; mit Ehefrau Rachel und Tochter Sarah
- General Brayton C. Ives, US-amerikanischer Eisenbahnunternehmer und Finanzier, Präsident der Metropolitan Trust Company und des New York Stock Exchange
- John Merle Coulter, US-amerikanischer Naturwissenschaftler, Botaniker und Autor (Plant Genetic) mit Frau und Kindern
- James Connolly, Olympiasieger im Dreisprung
- Samuel Cupples, Philanthrop, Unternehmer und Multimillionär aus St. Louis mit Tochter und drei Enkeltöchtern
- Rev. Thaddeus Alexander Snively, Pfarrer der St. John’s Episcopal Church in Troy (New York)
- Rev. John W. Norris, Pfarrer der St. Peter’s Church in New Brunswick (New Jersey) (1919 von Papst Benedikt XV. zum Prälaten ernannt)
- George B. Winship, Gründer der Tageszeitung Grand Forks Herald und späterer Senator für den Bundesstaat North Dakota, mit Ehefrau Mary Minchall Winship
- Mildred Stevenson Montague, Gräfin Pasolini, Schwiegertochter des ehemaligen italienischen Senatspräsidenten Giuseppe Pasolini
- Elizabeth Armstead Davis, Schwiegertochter des US-Senators Henry G. Davis mit ihrer Mutter, Alice McPherson Armstead, und zwei Kindern
- Alice Morse Earle, US-amerikanische Historikerin und Biografin
- Emily Thompson Griggs, Ehefrau von Herbert L. Griggs, Präsident der Bank of New York
- Martha Phillips Peters, Ehefrau von Andrew James Peters, Urenkelin von John Phillips, erster Bürgermeister von Boston
- Sophie Mansfield Curtis, Ehefrau des Autors und Schatzmeisters der International Silver Company George Munson Curtis
- Mary Harriman Severance, Ehefrau des prominenten Anwalts und Unternehmers Cordenio Severance aus Minnesota
- Julia Sherman Wakefield, Ehefrau des Genealogen Dr. Homer Wakefield (The Wakefield Memorial, 1897)
- John Franklin Goucher, methodistischer Pastor und Missionar, Namensgeber des Goucher College

Ebenfalls an Bord war eine größere Reisegruppe, die die zweimonatige Auslandsexkursion „Tours to The Orient“ der Thomas-Cook-and-Son-Reiseagentur gebucht hatte. Die Gruppe unter der Führung von Reiseleiter William Solboch sollte in Alexandria von Bord gehen und eine ausgedehnte Tour durch den Vorderen Orient machen. Der Fahrplan der Republic sah folgenden Ablauf vor: Erster Halt in Ponta Delgada auf den Azoren am 29. Januar, Ankunft in Gibraltar am 2. Februar, in Genua am 5. Februar, in Neapel am 7. Februar und in Alexandria am 11. Februar. Für den 25. Februar 1909 wurde ihre Rückkehr in New York erwartet.

### Kollision mit derFlorida

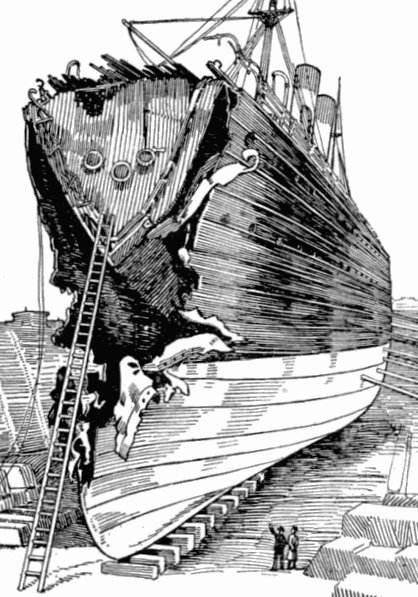
Der eingedrückte Bug der Florida nach der Kollision, Zeichnung aus dem Popular Mechanics, Juni 1909.

Am frühen Morgen des 23. Januar 1909 dampfte die Republic etwa 50 Seemeilen südwestlich der Insel Nantucket vor der Küste des US-Bundesstaates Massachusetts ohne Sicht durch dichten Nebel. Kapitän Sealby setzte den Maschinenraum in Alarmbereitschaft und ließ in regelmäßigen Abständen das Nebelhorn ertönen, um anderen Schiffen seine Anwesenheit anzuzeigen. Die Geschwindigkeit des Ozeandampfers wurde aber nur minimal reduziert. Das Schiff befand sich etwa 175 Meilen östlich des Leuchtturms Ambrose Light.
Um 5:47 Uhr hörte die Mannschaft auf der Brücke das Nebelhorn eines anderen Schiffs an Backbord voraus. Sealby gab den Befehl „Maschinen volle Kraft zurück“ und „Ruder hart Backbord“, aber es war zu spät. Aus dem Nebel erschien plötzlich ein Schiff, das die viel größere Republic an backbord mittschiffs fast im rechten Winkel rammte. Es handelte sich um den 1905 in Dienst gestellten Passagierdampfer Florida (5.018 BRT) der italienischen Reederei Lloyd Italiano, der auf dem Weg von Palermo nach New York war.
Durch den Zusammenstoß wurden auf der Florida drei Besatzungsmitglieder getötet, die sich im Vorschiff befanden. Der Bug der Florida wurde bis zum ersten wasserdichten Kollisionsschott zusammengedrückt. Auf der Republic kamen zwei Passagiere der Ersten Klasse ums Leben: Mary Gettings Lynch, Ehefrau des Spirituosengroßhändlers Eugene W. Lynch aus Boston und der Bankier William J. Mooney aus Langdon (North Dakota). Eugene Lynch wurde schwer verletzt und erlag am 26. Januar im Long Island College Hospital in Brooklyn seinen Verletzungen. Zudem wurden viele Passagiere verletzt. In wenigen Minuten liefen Maschinen- und Kesselräume der Republic voll, Steuerung und Elektrizitätsversorgung fielen aus, und das Schiff begann, eine erhebliche Schlagseite zu bekommen.
Mit den Reservebatterien konnte Republic-Bordfunker Jack Binns mittels der Funken-Telegraphie einen „FT-Notruf“ mit den Morsezeichen CQD – die Zeichenfolge SOS setzte sich erst später durch – senden und damit Hilfe anfordern. Es war das erste Mal in der Geschichte der Seeschifffahrt, dass ein in Seenot geratenes Schiff mit dem CQD-Signal um Hilfe bat. Zwar wurde das CQD von verschiedenen Schiffen empfangen, es war jedoch schwierig, die Republic in dem dichten Nebel zu finden. Kapitän Sealby, der davon ausging, dass sein Schiff nicht sinken würde, ließ die Passagiere an Deck beordern und gab bekannt, dass Hilfe unterwegs sei. Zudem ließ er Getränke und Decken verteilen. Evakuiert wurde das Schiff zunächst nicht.

## Rettung der Überlebenden und Untergang
Die Überlebenden der Republic mussten nach der Kollision ihres Schiffs 13 Stunden auf Rettung warten. Die ersten Schiffe an der Unglücksstelle waren die USRC Gresham und die USCGC Seneca, zwei Kutter der Zollbehörde United States Revenue Cutter Service. Sie nahmen einige Passagiere der Republic auf. Der größte Teil der Schiffbrüchigen wurde jedoch auf die Florida transferiert, die zwar beschädigt, aber noch schwimmfähig war. Der kleine Liner war schnell überfüllt, da er bereits über 900 italienische Auswanderer an Bord hatte, die im vorangegangenen Dezember das große Erdbeben von Messina überlebt hatten.
Erst als am Abend der White-Star-Liner Baltic unter dem Kommando von Kapitän Joseph B. Ranson eintraf, wurden sowohl die bereits der Gresham übergebenen Passagiere als auch alle noch an Bord der Republic befindlichen Personen übernommen. Da das Risiko bestand, dass die in Mitleidenschaft gezogene Florida New York City nicht sicher erreichen würde, übernahm die Baltic deren Passagiere ebenfalls. Dabei kam es beinahe zu einem Tumult, da die italienischen Auswanderer darüber empört waren, dass die Erste-Klasse-Passagiere der Republic zuerst an Bord genommen wurden. Nachdem alle an Bord waren, brachte die Baltic die Geretteten nach New York City.

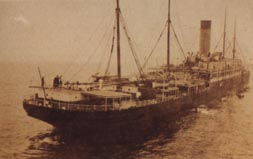
Die sinkende Republic.

An Bord der leckgeschlagenen Republic blieb nur eine kleine Gruppe von Besatzungsmitgliedern unter der Leitung von Kapitän Sealby und dem Zweiten Offizier R. J. Williams zurück. Nach und nach trafen weitere Schiffe wie die Passagierliner City of New York der Inman Line und Lucania der Cunard Line an der Unglücksstelle ein. Es wurde der Versuch unternommen, die Republic zu vertäuen und in seichtere Gewässer zu bringen, wo sie auf Grund gesetzt werden sollte. Dies schlug jedoch fehl und das Schiff ging etwa 39 Stunden nach der Kollision am 24. Januar abends gegen 20:40 Uhr unter. Sealby und der Rest der Mannschaft wurden vorher gerettet und ebenfalls nach New York gebracht.

## Gerüchte um die Ladung
Schon kurz nach der Katastrophe gingen Gerüchte über die Ladung des Schiffes in Umlauf, die zum Teil noch heute bestehen. Der White-Star-Dampfer hatte 15 Tonnen Goldbarren sowie amerikanische Goldmünzen für die Great White Fleet der US-Navy an Bord. Anderen Quellen zufolge sollen Spendengelder aus einem Hilfsfonds für die Opfer des Erdbebens von Messina zur Fracht gehört haben. Zu den neueren Theorien zählt die Behauptung des Entdeckers des Wracks der Republic, Martin Bayerle, dass eine Million US-Dollar in Goldmünzen an das Russische Zarenreich als Teil eines Darlehens über 240 Millionen gehen sollten.
Die Geldangaben beziehen sich dabei auf den Wert des Jahres 1909. Nach heutigem Geld wäre die Ware, falls sie sich tatsächlich wie behauptet zusammensetzt, mehrere hundert Millionen Dollar wert. Experten schätzen, dass der Verkauf der Münzen annähernd fünf Milliarden Dollar einbringen könnte. Die Bergung der Republic wäre damit der größte maritime Schatzfund in der Geschichte.

## Lokalisierung und Bergungsversuche
Das Wrack der Republic wurde 1981 von Captain Martin Bayerle gefunden. Es liegt aufrecht in etwa 80 Metern Tiefe. In den 1980er-Jahren fanden zwei Bergungsunternehmungen statt, die darauf abzielten, das Gold zu finden. Beide Expeditionen scheiterten, das Gold wurde bis heute nicht entdeckt. Im Jahr 2005 bestätigte der Gerichtshof von Massachusetts Martin Bayerles alleiniges Bergungsrecht. 2007 ließ er gutachterliche Untersuchungen am Wrack vornehmen und plante einen weiteren Bergungsversuch für den Sommer 2008. Dabei sollte das Wrack der Republic in Abschnitte zerlegt und diese nacheinander geborgen werden. Diese Pläne konnten jedoch nicht zur erfolgreichen Ausführung gebracht werden, und im Januar 2013 musste Bayerle einen Rückschlag hinnehmen, als eine Klage auf Herausgabe genauer Pläne des Schiffes scheiterte. Dennoch hat er den Plan einer Bergung nicht aufgegeben und will weitere Operationen aus Medienumsätzen finanzieren.